# Barbara Krafftówna

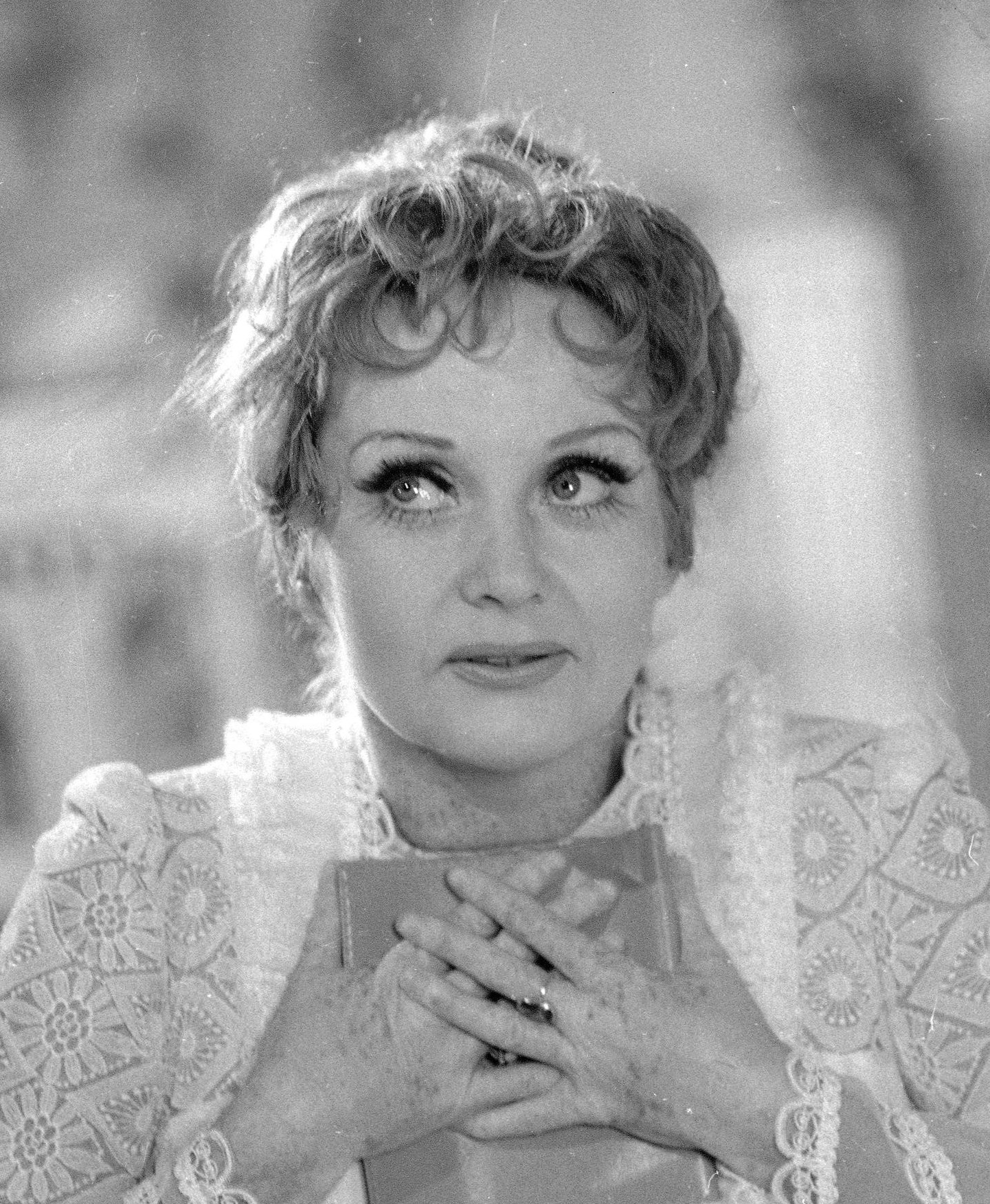
Barbara Krafftówna (1969)

Barbara Krafftówna (* 5. Dezember 1928 in Warschau; † 23. Januar 2022 in Konstancin-Jeziorna) war eine polnische Schauspielerin.

## Werdegang
Barbara Krafftówna studierte Schauspiel in Krakau. Ihr Theaterdebüt gab sie bereits 1946 am Teatr Wybrzeże in Danzig. 1949 ging sie ans Theater nach Łódź. Über Stationen in Breslau und Warschau stieß sie 1964 zum Ensemble des Polnischen Nationaltheaters in Warschau. Nach der Entlassung des Intendanten Kazimierz Dejmek verließ auch sie das Nationaltheater 1969 und spielte nur noch sporadisch als freie Schauspielerin an unterschiedlichen polnischen Bühnen. 1982 verließ sie das Land und ging in die USA. Erst 1998 kehrte sie nach Polen zurück und war seitdem auch wieder am Theater sowie in Film und Fernsehen zu sehen.
Ihre Filmkarriere begann sie 1953. Sie spielte u. a. 1958 in Asche und Diamant von Andrzej Wajda und 1962 in Die Kunst, geliebt zu werden von Wojciech Has. In den 1960er Jahren übernahm sie die Rolle der Honorata in der populären Fernsehserie Vier Panzersoldaten und ein Hund. Sie trat auch in der Fernsehsendung Das Kabarett der älteren Herren auf.

## Filmografie (Auswahl)
- 1953: Das sollte man regeln (Sprawa do załatwienia)
- 1958: Asche und Diamant (Popiół i diament)
- 1958: Verregneter Juli (Deszczowy lipiec)
- 1961: Die unvergessene Nacht (Dziś w nocy umrze miasto)
- 1962: Morgen: Premiere (Jutro premiera)
- 1963: Alltag einer Ehe (Ich dzien powszedni)
- 1963: Die Kunst, geliebt zu werden (Jak być kochaną)
- 1965: Die Handschrift von Saragossa (Rękopis znaleziony w Saragossie)
- 1966: Chiffre (Szifry)
- 1969–1970: Vier Panzersoldaten und ein Hund (Czterej pancerni i pies) (Fernsehserie, 4 Folgen)
- 1975: Die Überlebende
- 1978: Erinnere Dich, erinnere Dich an alles (Granica)
- 1979: Fegefeuer (Plomienie)
- 1983: Ferien auf dem Reiterhof (Na tropach bartka)
- 1993: Das kommt davon, wenn man im Mai einen Hut trägt (Skutki noszenia kapelusza w maju)